# Bogusław Kochaniewicz
Bogusław  Kochaniewicz (ur. 27 marca 1960 w Słupsku) – polski duchowny katolicki, dominikanin, teolog, prof. dr. hab.

## Życiorys
W 1983 ukończył studia muzykologiczne na Uniwersytecie im. Adama Mickiewicza w Poznaniu. W 1984 wstąpił do zakonu dominikanów. W 1991 ukończył studia teologiczne w Papieskiej Akademii Teologicznej w Krakowie i otrzymał święcenia kapłańskie. Stopień licencjata otrzymał w 1994. Doktorat obronił w 1998, a habilitację w 2005. W 2014 uzyskał tytuł naukowy profesora nauk teologicznych.
Specjalizuje się w mariologii i teologii dogmatycznej. Pełnił funkcje: Prodziekana ds. nauki i współpracy międzynarodowej Wydziału Teologicznego UAM w Poznaniu (2012–2016), kierownika zakładu Teologii Fundamentalnej i Ekumenizmu na tym wydziale (2009–2017) oraz redaktora naczelnego Poznańskich Studiów Teologicznych (2013–2017).
Od 2017 pełnił funkcję redaktora naczelnego Przeglądu Tomistycznego.
W 2022 otrzymał tytuł Mistrza Świętej Teologii, najwyższy honorowy tytuł naukowy przyznawany w Zakonie Dominikańskim.

## Ważniejsze publikacje[3]
- Zaśnięcie i Wniebowzięcie Najświętszej Maryi Panny w pismach dominikanów XIII wieku (2004)
- Wybrane zagadnienia z mariologii Jana Pawła II (2007)
- Średniowieczni dominikanie o Matce Bożej: wybrane zagadnienia (2008)
- O duchowości maryjnej dzisiaj (2009)
- Teologia między Wschodem a Zachodem: wybrane kwestie doktrynalne w kazaniach św. Piotra Chryzologa (2012)